# 제43회 아카데미상
제43회 아카데미상은 1971년 4월 15일에 열린 시상식이다. LA 도로시 챈들러 파빌리온에서 개최되었다.

## 후보 및 수상

### 작품상
- 패튼 대전차 군단 - 프랭크 맥카티 수상
- 에어포트 - 로스 헌터
- 잃어버린 전주곡 - 봅 라펠슨
- 러브 스토리 - 하워드 G. 민스키
- 매쉬 - 잉고 프레밍거

### 남우주연상
- 패튼 대전차 군단 - 조지 C. 스콧 수상
- 잃어버린 전주곡 - 잭 니콜슨
- 위대한 희망 - 제임스 얼 존스
- 아버지의 노래 - 멜빈 더글러스
- 러브 스토리 - 라이언 오닐

### 여우주연상
- 사랑하는 여인들 - 글렌다 잭슨 수상
- Diary of a Mad Housewife - 캐리 스노드그레스
- 위대한 희망 - 제인 알렉산더
- 러브 스토리 - 알리 맥그로우
- 라이언의 딸 - 사라 마일즈

### 남우조연상
- 라이언의 딸 - 존 밀스 수상
- 아버지의 노래 - 진 핵크만
- 작은 거인 - 치프 댄 조지
- 러브 스토리 - 존 마리
- 러버스 앤 어더 스트레인저 - 리차드 S. 카텔라노

### 여우조연상
- 에어포트 - 헬렌 헤이즈 수상
- 에어포트 - 모린 스태플레톤
- 잃어버린 전주곡 - 카렌 블랙
- The Landlord - 리 그랜트
- 매쉬 - 샐리 켈러먼

### 감독상
- 패튼 대전차 군단 - 프랭클린 J. 샤프너 수상
- 러브 스토리 - 아서 힐러
- 매쉬 - 로버트 알트만
- Satyricon - 페데리코 펠리니
- 사랑하는 여인들 - 켄 러셀

### 각본상
- 패튼 대전차 군단 - 프란시스 포드 코폴라 수상

### 각색상
- 매쉬 - Ring Lardner Jr. 수상

### 촬영상
- 라이언의 딸 - 프레디 영 수상

### 편집상
- 패튼 대전차 군단 - 휴 S. 파울러 수상

### 미술상
- 패튼 대전차 군단 - 우리 맥클리 수상

### 의상상
- 풍운아 크롬웰 - Vittorio Nino Novarese 수상

### 음악상
- 러브 스토리 - Francis Lai 수상
- Let It Be - Paul McCartney 수상

### 주제가상
- 러버스 앤 어더 스트레인저 - 프레드 칼린 수상

### 음향믹싱상
- 패튼 대전차 군단 - Douglas O. Williams 수상

### 시각효과상
- 도라 도라 도라 - A.D. Flowers 수상

### 외국어영화상
- 완전 범죄 - Elio Petri 수상

### 단편애니메이션상
- Is It Always Right to Be Right? - Nick Bosustow 수상

### 단편영화상
- The Resurrection of Broncho Billy - John Longenecker 수상

### 장편다큐멘터리상
- 우드스톡 - Bob Maurice 수상

### 단편다큐멘터리상
- 인터뷰 위드 마이 라이 베테랑 - 조셉 스트릭 수상

### 공로상
- 릴리언 기시 수상
- 오손 웰즈 수상

### 진 허숄트 박애상
- Frank Sinatra 수상

### 어빙 탤버그 상
- 잉그마르 베르히만 수상

## 같이 보기
- 제28회 골든 글로브상
- 제24회 영국 아카데미 영화상